# Patty Griffin
Patricia Jean Griffin, detta Patty (Old Town, 16 marzo 1964), è una cantautrice e musicista statunitense.

## Biografia
Originaria del Maine, ha iniziato a suonare ufficialmente nel 1992, anno in cui ha firmato un contratto con la A&M Records. Dai suoi primo demo è nato l'album d'esordio Living with Ghosts, pubblicato nel maggio 1996.
Il secondo album Flaming Red è uscito circa due anni dopo ed ha visto parteciparvi Kenny Aronoff, Emmylou Harris e altri artisti.
Tra il 2002 ed il 2007 ha pubblicato quattro album per la ATO Records.
Nel 2007 ha pubblicato l'album Children Running Through, che le ha fatto conseguire diversi premi e che ha raggiunto la posizione #34 della Billboard 200. Ha collaborato nel periodo immediatamente successivo alla colonna sonora di uno spettacolo teatrale dal titolo 10 Million Miles.
Downtown Church (gennaio 2010) è stato registrato in una chiesa di Nashville.
Nel 2013 ha pubblicato due album. Il secondo di questi, ossia Silver Bell, prodotto da Jay Joyce e Craig Ross, è datato ottobre 2013, ma è stato registrato nel 2000 dopo la pubblicazione di Flaming Red.

## Stile
Lo stile musicale dell'artista può essere accostato al genere folk.

## Premi
Nel 2007 ha ricevuto dalla Americana Music Association un premio come "artista dell'anno", mentre il suo album Children Running Trough è stato riconosciuto come "miglior album".
Nel 2011 ha vinto il Grammy Award nella categoria "miglior album di traditional gospel" con Downtown Church.
Nel 2020 ha vinto il Grammy Award nella categoria "miglior album folk" con Patty Griffin.

## Discografia
Album studio
- 1996 - Living with Ghosts
- 1998 - Flaming Red
- 2002 - 1000 Kisses
- 2004 - Impossible Dream
- 2007 - Children Running Through
- 2010 - Downtown Church
- 2013 - American Kid
- 2013 - Silver Bell
- 2015 - Servant of Love
- 2019 - Patty Griffin
- 2025 - Crown Of Roses

Album live
- 2003 - A Kiss in Time
- 2008 - Patty Griffin: Live from the Artist's Den